# ويليام إل. هولاند
ويليام إل. هولاند (بالإنجليزية: William L. Holland)‏ هو اقتصادي أمريكي ونيوزلندي، ولد في 28 ديسمبر 1907 في كانتربيري في نيوزيلندا، وتوفي في 8 مايو 2008 في أميرست في الولايات المتحدة.